# Precis ammonia
Precis ammonia är en fjärilsart som beskrevs av Herrich-Schäffer 1851-1856. Precis ammonia ingår i släktet Precis och familjen praktfjärilar. Inga underarter finns listade i Catalogue of Life.